# 罗纳德·布朗
罗纳德·哈蒙·“罗恩”·布朗（英語：Ronald Harmon "Ron" Brown，1941年8月1日—1996年4月3日）是一位民主黨籍的美国政治人物，曾任民主党全国委员会主席和比尔·克林顿政府的商务部部長，是美国历史上第一位非裔商务部长。1996年4月3日，布朗搭乘美国空军飞机前往克罗地亚杜布罗夫尼克时，因飞机失事在杜布罗夫尼克机场附近遇难。

## 早年生活和政治生涯
布朗出生于华盛顿哥伦比亚特区，他在纽约市哈莱姆区的一个中层家庭长大。他是非裔美国人社会和福利组织美国杰克和吉尔的成员，在那里他遇到了许多非裔美国人朋友。他父亲是一名酒店经理。他在那个酒店里长大。他小的时候曾经在百事可樂的一个广告里出现。这是第一个专门针对非裔美国人社群的广告之一。
他在明德学院上大学的时候成为第一名非裔美国人西格马·斐·艾普西龙兄弟会的成员。1962年他大学毕业后加入美国陆军，他曾经被驻扎在大韩民国和欧洲。同年他结婚。1967年他退伍后加入美国城市联盟，这是美国最重要的经济平等团体之一。同时他进入聖若望大學法学院，并于1970年从那里毕业。

## 民主党

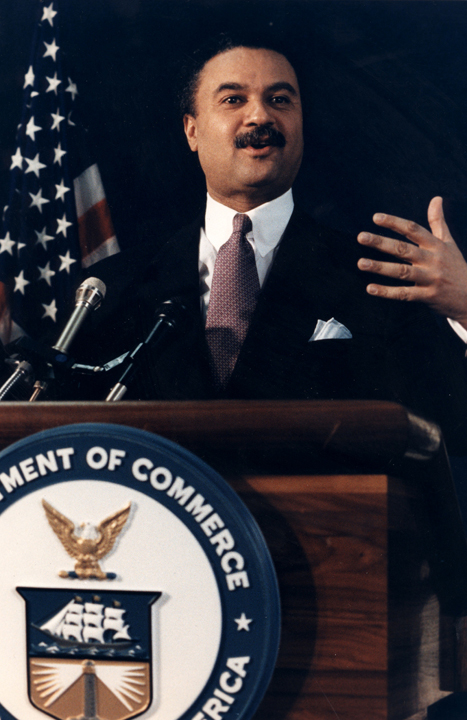
进行演讲的布朗

1976年布朗被晋升为美国城市联盟的政府关系和项目副总裁。1979年他辞职成为美国参议员泰德·肯尼迪的副竞选指挥。肯尼迪当时想成为民主党的总统候选人。
1981年他被一家华盛顿的律师顾问公司雇用为律师和说客。
1988年5月杰西·杰克逊委任布朗为他参加民主党在亚特兰特的大会的筹备组首领。除布朗外还有其他一些有经验的党内人士参加杰克逊的筹备组。同年6月决定布朗也将参加杰克逊的总统选举。
1989年2月10日布朗被选为民主党全国委员会主席，他在1992年民主党大会上起了一个成功的结合作用，并成功地支持比尔·克林顿的1992年选举。1993年克林顿任命布朗为商务部长。

## 逝世

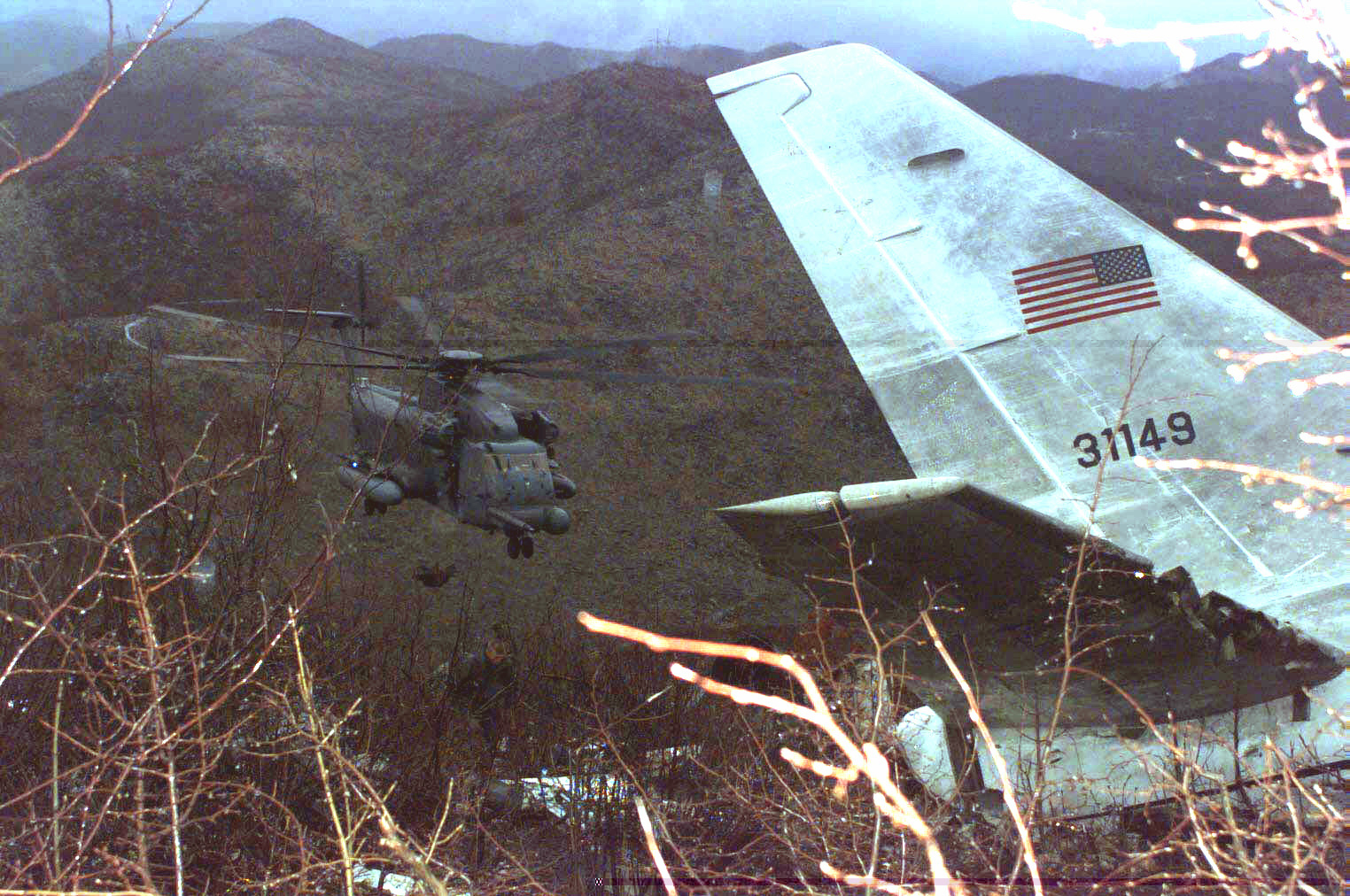
1996年4月4日美国空军MH-53直升機悬浮在IFO21號班機上空，克罗地亚杜布羅夫尼克机场以北约三千米处

1996年4月3日在一次官方访问履行中，布朗和其他34人乘坐的空军CT-43（改装的波音737）在克罗地亚坠毁。在使用仪器飞行在杜布罗夫尼克机场降落的过程中飞机撞在一个山坡上。除一名空中乘务员外所有乘客和机组人员在事故当地丧生。该乘务员在送往医院的路上去世。空军最后的调查认为事故原因是飞行员错误和降落导航设计不佳。关于这次事故流传的阴谋理论主要围绕关于独立检察官在调查布朗是否腐败的问题。

## 后事
克林顿设立了奖励公司领导和责任感的罗·布朗奖。
美国商务部也发行罗纳德·布朗美国创新奖纪念他。
美国国家海洋和大气管理局舰队中最大的船是在他逝世后不久以他命名的。
加利福尼亚州黑人商会每年八月举行罗纳德·布朗经济峰会。
布朗的母校明德学院有一个以他命名的奖学金授予学习理工科的学生。
聖若望大學法学院有一个罗纳德·布朗民法和经济发展中心。
从1996年开始设立的罗纳德·布朗奖学金授予杰出的非裔美国人学生。
2001年1月8日比尔·克林顿追授罗纳德·布朗總統公民獎章。布朗的遺孀替他接受了这枚奖章。

## 视频
- "To Make a Real Difference in the Real Lives of Real People..."，布朗做报告，1995年5月

## 传记
- Jack Cashill, Ron Brown's Body (WND Books, 2004) ISBN 0-7852-6237-7